# Glidcop
Glidcop est le nom de marque enregistré par Höganäs AB, qui référence des alliages de composite à matrice métallique basé sur le cuivre mélangé principalement à des particules céramiques d'alumine. L'ajout d'une petite quantité d'alumine a peu d'effets sur les performances du cuivre en température normale (par exemple, une diminution légère de la conductivité thermique et électrique) mais augmente grandement la résistance du cuivre lors d'adoucissement thermique et améliore sa force sous haute température. De plus, l'alumine augmente également la résistance aux dommages causés par les radiations.

## Propriétés

### Composition et propriétés physiques
Glidcop est disponible en plusieurs grades ayant des niveaux différents d'alumine.
| Grade         | Pourcentage massique d'alumine | SNU de l'alliage | Point de fusion | Masse volumique (g/cm3) | Conductivité électrique (MS/m) | Conductivité thermique (W m−1 K−1) | Coefficient d'expansion thermique (20 à 150 °C) (µm m−1 K−1) | Module d'élasticité (GPa) |
| ------------- | ------------------------------ | ---------------- | --------------- | ----------------------- | ------------------------------ | ---------------------------------- | ------------------------------------------------------------ | ------------------------- |
| OFC           | 0                              | -                | 1 083 °C        | 8,94                    | 58 (101 % IACS)                | 391                                | 17,7                                                         | 115                       |
| Glidcop AL-15 | 0,3                            | UNS-C15715       | 1 083 °C        | 8,90                    | 54 (92 % IACS)                 | 365                                | 16,6                                                         | 130                       |
| Glidcop AL-25 | 0,5                            | UNS-C15725       | 1 083 °C        | 8,86                    | 50 (87 % IACS)                 | 344                                | 16,6                                                         | 130                       |
| Glidcop AL-60 | 1,1                            | UNS-C15760       | 1 083 °C        | 8,81                    | 45 (78 % IACS)                 | 322                                | 16,6                                                         | 130                       |